# Gulbrandsen (jezero)
Jezero Gulbrandsen (eng. Gulbrandsen Lake) je jezero dugo  800 metara koje se nalazi sjeverno od ledenjaka Neumayer na otoku Južnoj Georgiji. Danas je to prazan bazen; a morena i/ili ledena brana formirana od ledenjaka Neumeyer više ne drži ovo jezero. Britanska ekspedicija pod vodstvom Ernesta Shackletona (1921. – 1922.) ga je ucrtala i nazvala "Bijeli grad", ali to se ime smatra neprikladnim i nikada se nije koristilo lokalno. Jezero Gulbrandsen imenovao je Britanski odbor za imena mjesta na Antarktici 1957. godine po Gunnaru Gulbrandsenu, koji je bio tvorac uzoraka na stanici Compañía Argentina de Pesca u Grytvikenu, 1927. – 1930., stolar u Stromnessu, 1945. – 1946., te je nekoliko godina obavljao razne druge poslove u postaji South Georgia Whaling Company, Leith Harbor, počevši od 1946.